# Insomnium
Insomnium er et finsk melodisk dødsmetal-band fra Joensuu, som blev dannet i 1997. Bandet har fået indflydelse fra blandt andet doom metal, og spiller sange, der omhandler sorg, død og tab. Deres musik inddrager også elementer fra nordisk folke og symfonisk musik.

## Medlemmer

### Nuværende medlemmer
- Niilo Sevänen − Vokal, bas (1997− )
- Ville Friman − Guitar (1997− )
- Markus Hirvonen − Trommer (1997− )
- Markus Vanhala - Guitar (2011− )
- Jani Liimatainen - Vokal, Guitar (2019− )

### Tidligere medlemmer
- Tapani Pesonen − Trommer, guitar (1997−1998)
- Timo Partanen − Guitar (1998−2001)
- Ville Vänni − Guitar (2001−2011)

### Gæstemusikere
- Varpu Vahtera − Keyboard på In the Halls of Awaiting
- Jone Väänänen − Keyboards
- Aleksi Munter − Keyboards
- Laura Naire − Cello

## Diskografi
- Demo '99 (demo) (1999)
- Underneath the Moonlit Waves (demo) (2002)
- In the Halls of Awaiting (2002)
- Since the Day it All Came Down (2004)
- Above the Weeping World (2006)
- Across the Dark (2009)
- One for Sorrow (2011)
- Shadows of the Dying Sun (2014)
- Winter's Gate (2016)
- Heart Like A Grave (2019) - album release 4. oktober 2019